# Менса, Гидеон (футболист, 1998)
Гидеон Менса (англ. Gideon Mensah; родился 18 июля 1998) — ганский футболист, левый защитник клуба «Осер» и национальной сборной Ганы.

## Клубная карьера
Начал футбольную карьеру в клубе «Уэст-Африкан Футбол Академи», выступающем в Премьер-лиге Ганы. В июле 2016 года перешёл в австрийский клуб «Лиферинг», фарм-клуб зальцбургского «Ред Булла», подписав пятилетний контракт.
В январе 2019 года отправился в аренду в клуб «Штурм» до конца сезона 2018/19. Провёл за команду 15 матчей в австрийской Бундеслиге.
29 августа 2019 года был арендован бельгийским клубом «Зюлте-Варегем».
3 августа 2021 года был отдан в аренду на сезон с правом выкупа до конца сезона 2021/22 во французский клуб «Бордо».

## Карьера в сборной
9 июня 2019 года дебютировал за национальную сборную Ганы в матче отборочного турнира к Кубку африканских наций против сборной ЮАР.
14 ноября 2022 года был включён в официальную заявку сборной Ганы для участия в матчах чемпионата мира 2022 года в Катаре.